# Andreas Riegelsen Biørn
Andreas Riegelsen Biørn, auch Andreas Riegelsen Bjørn, in älterer deutscher Literatur Andreas Riegelsen von Biörne (* 4. Januar 1755 in Vestre Astrupgård, Brøns Sogn; † 19. Mai 1821 in Kopenhagen) war ein dänischer Sklavenhändler und Kolonialoffizier. Von 1789 bis 1792 war er Gouverneur der dänischen Besitzungen an der Goldküste.

## Leben

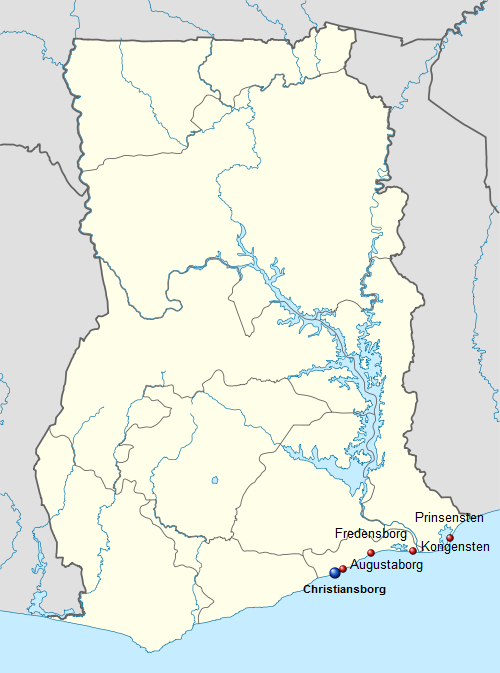
Die dänischen Forts an der Goldküste

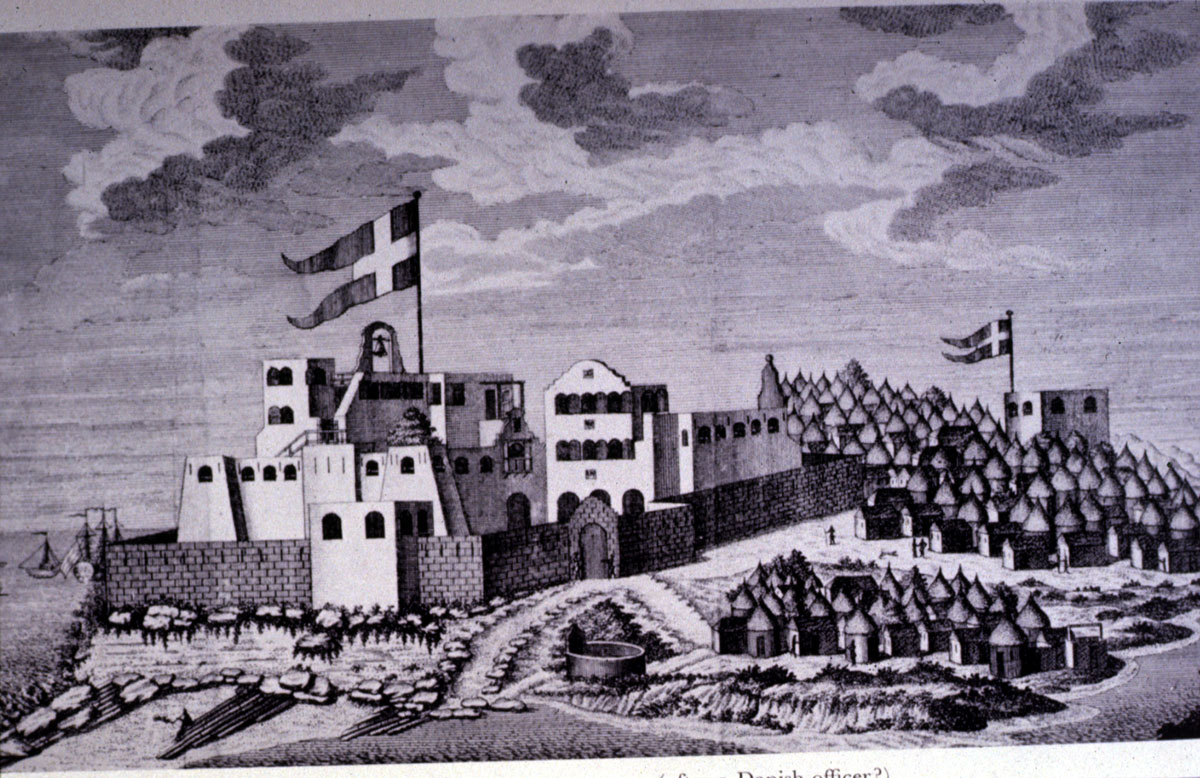
Fort Christiansborg

Andreas Riegelsen Biørn war das 13. Kind des Kaufmanns und Hofbesitzers Peder Jensen Biørn (1700–1758). Seine Mutter war Biørns zweite Ehefrau Mette Christine, geb. Kraemer (1725–1812). In den späten 1770er Jahren kam er in die dänische Besitzungen an der Goldküste im heutigen Ghana, wo sein Halbbruder Peder Pedersen Biørn (1739–1780) Kommandant des Forts Fredensborg war. Sein Halbbruder Christian Frederik Sohnell Biørn (1740–1817) war hingegen Missionar im kolonialen Grönland. Von den Østersoisk-guineiske Entreprenører, den Nachfolgern der Dänischen Westindien-Kompanie, erhielt er die Befugnis, auf eigene Rechnung im Sklavenhandel tätig zu sein. In den Kämpfen des Jahres 1788 zeichnete er sich aus, so dass ihn der Gouverneur Jens Adolph Kjöge zum Kommandeur von Fort Prinzenstein in Keta ernannte.
Am 23. Oktober 1789 bestellten ihn die Entreprenører zum Nachfolger Kjöges als Gouverneur mit Sitz in Christiansborg (Accra). Zusammen mit der königlichen Bestätigung erhielt er den Charakter Kaptajn af Infanteriet (Hauptmann der Infanterie). Als die dänische Regierung die Verwaltung übernahm, wurde Biørn im November 1792 entlassen. Er hatte schon vorher die Kolonie verlassen. Seine Amtsführung war vielfältiger Kritik ausgesetzt; Mitarbeiter beklagten falsche und rechtswidrige Entscheidungen und warfen ihm Unmenschlichkeit gegen die Afrikaner (Umenneskelighed mod Negerne) vor, und in einem Bericht von 1793 stellte sein Nachfolger als Gouverneur Bendt Olrik fest, dass Biørn alles in größter Verwirrung hinterlassen habe.
1794 lebte er in Hamburg. In zweiter Ehe verheiratet mit Marie Magdalena Christina, geb. Rudolph (1778–1847), einer Tochter des Lübecker Kaufmanns Amadeus Rudolph, zog er Ende der 1790er Jahre nach Lübeck. Hier erwarb er 1799 das südwestlich vor der Stadt gelegene Gut Neuhof, behielt es jedoch nur sechs Monate, bevor er es an den Wolfenbütteler Hauptmann Friedrich Leonhard von Haerlem verkaufte.
Anfang 1803 tauchte er bei der Lübecker Freimaurer-Loge Zum Füllhorn auf und behauptete, er besäße geheime freimaurerische Unterlagen, die er publizieren wolle. Der Sekretär der Loge Friedrich Karl Schnoor und ihr Meister vom Stuhl Friedrich Ludwig von Moltke zweifelten die Authentizität der Handschrift an und versuchten ihn davon abzubringen. In einem Vergleich mit der Loge verpflichtete sich Biørn am 8. Mai 1803, auf die Publikation zu verzichten. Offenbar hatte er auch an den Verleger Johann Friedrich Cotta geschrieben , ohne Erfolg. Biørn wandte sich dann nach Hamburg, wo er im Lexikographen und Buchhändler Philipp Andreas Nemnich (1764–1822) einen Verleger fand. Nemnich publizierte drei Prospekte, die dem Projekt eine gewisse Aufmerksamkeit (und Kritik) verschafften – zur geplanten Veröffentlichung kam es jedoch nicht.  Die Hamburger Logen verweigerten, wie zuvor die Lübecker, ihre Unterstützung und riefen ihre Mitglieder auf, das Werk nicht zu subskribieren.
Nach diesem Misserfolg muss er 1805/06 nach Kopenhagen gezogen sein. Im Archiv der Hansestadt Lübeck sind für 1806 von ihm betriebene Verfahren verzeichnet, in denen er mit Interzession der Stadt Kopenhagen die Herausgabe von Gerichtsunterlagen des Niedergerichts in Lübeck begehrt. Ebenfalls 1806 veröffentlichte er in Kopenhagen eine Apologie des Sklavenhandels, der im Königreich Dänemark und den dänischen Besitzungen seit 1803, als eine Verordnung von 1792 in Kraft trat, illegal geworden war. 1808 geriet er mit dem Gesetz in Konflikt, als er versuchte, Papiere von Matrosen zu fälschen, um als deren angeblicher Vormund Anteile ihrer Heuer zu erhalten. Er wurde am 13. Februar 1809 vom Hof- og Stadsretten in Kopenhagen wegen Urkundenfälschung zum Verlust von Haand, Ære og Boslod (wörtlich Hand, Ehre und Besitz, wohl Verlust der Geschäftsfähigkeit, der bürgerlichen Ehrenrechte sowie des Vermögens) verurteilt.

## Werke
- Beretning 1788 om de Danske Forter og Negerier. In: Friderick Thaarup: Archiv for statistik Band 4, Kopenhagen 1795–98, S. 193–230
- Prospectus eines Hauptwerks der ganzen Freymaurerey. Bearbeitet von Andreas Riegelsen von Biörne, Gouverneur, herauszugeben von Phil. Andr. Nemnich, B. R. L. Zwey Quartbände auf SchrbP. mit vielen illuminirten Kupfern. Hamburg.
- Tanker om Slavehandelen: Resultater efter Iagttagelser og mangeaarige Erfaring. Kopenhagen 1806

Digitalisat, Dänische Königliche Bibliothek